# Uwe Finkbeiner
Uwe Finkbeiner (* 7. März 1942 in Neuenbürg) ist ein deutscher Vorderasiatischer Archäologe.
Uwe Finkbeiner promovierte 1977 an der Universität des Saarlandes in Saarbrücken mit einer Arbeit zum Thema Untersuchungen zur Stratigraphie des Obeliskentempels in Byblos. Versuch einer methodischen Auswertung. Danach war er bis zu seiner Pensionierung 2007 wissenschaftlicher Mitarbeiter am Altorientalischen Seminar der Eberhard Karls Universität Tübingen und ist seitdem Lehrbeauftragter. Finkbeiner forschte vor allem zu den altorientalischen Kulturen Syriens und des Libanons, insbesondere zu Nordsyrien, wo er zur Chronologie des Gebietes in der frühen Bronzezeit arbeitet. Im Libanon nahm er an Ausgrabungen in Kamid el-Loz, Beirut und Tell el-Burak teil, in Syrien in Tell Chuera, Halawa, Tell el-‘Abd und Emar. Im Irak führte er von 1982 bis 1984 Oberflächenuntersuchungen in Uruk/Warka durch. Er ist korrespondierendes Mitglied des Deutschen Archäologischen Instituts.

## Schriften
- als Herausgeber mit Wolfgang Röllig: Ğamdat Naṣr - period or regional style? Papers given at a symposium held in Tübingen, November 1983. (= Beihefte zum Tübinger Atlas des Vorderen Orients, Reihe B: Geisteswissenschaften Nummer 62), Reichert, Wiesbaden 1986, ISBN 3-88226-299-0.
- Uruk. Kampagne 35 - 37, 1982 - 1984. Die archäologische Oberflächenuntersuchung (survey). (= Ausgrabungen in Uruk-Warka, Band 4), Philipp  von Zabern, Mainz 1991, ISBN 3-8053-1116-8.
- Uruk. analytisches Register zu den Grabungsberichten. Kampagnen 1912/13 bis 1976/77. Gebr. Mann, Berlin 1993 ISBN 3-7861-1332-7.
- als Herausgeber: Materialien zur Archäologie der Seleukiden- und Partherzeit im südlichen Babylonien und im Golfgebiet. Wasmuth, Tübingen 1993, ISBN 3-8030-1040-3.
- als Herausgeber mit Reinhard Dittmann und Harald Hauptmann: Beiträge zur Kulturgeschichte Vorderasiens. Festschrift für Rainer Michael Boehmer. Philipp von Zabern, Mainz 1995, ISBN 3-8053-1863-4.